# Triodontella nyassana
Triodontella nyassana är en skalbaggsart som beskrevs av Brenske 1901. Triodontella nyassana ingår i släktet Triodontella och familjen Melolonthidae. Inga underarter finns listade i Catalogue of Life.